# Brigada 36 Infanterie (1916-1918)
Brigada 36 Infanterie a fost o mare unitate de nivel tactic, care s-a constituit la 14/27 august 1916 prin mobilizarea unor unități și subunități de rezervă, din compunerea Comandamentului III Teritorial: Regimentul 51 Infanterie - (Galați) și Regimentul 52 Infanterie - (Bârlad). Brigada a făcut parte din organica  Diviziei 6 Infanterie.:p. 81
La intrarea în război, Brigada 36 Infanterie a fost comandată de colonelul Cristodulo Georgescu. În urma reorganizării armatei de la începutul anului 1917, brigada a fost desființată, regimentele componente au fost contopite în Regimentul 51/52 Infanterie, care a intrat în organica Brigăzii 25 Infanterie.

## Participarea la operații

### Campania anului 1916
În campania anului 1916 Brigada 36 Infanterie a participat la acțiunile militare în dispozitivul de luptă al Diviziei 3 Infanterie participând la Ofensiva în Transilvania, Bătălia de la Brașov și Bătălia de la Râmnicu Sărat.

## Ordinea de bătaie

### La mobilizarea din 1916
La declararea mobilizării, la 27 august 1916, Brigada 36 Infanterie a făcut parte din compunerea de luptă a Diviziei 6 Infanterie, alături de Regimentul 7 Vânători, Brigada 11 Infanterie, Brigada 12 Infanterie și Brigada 6 Artilerie. Ordinea de bătaie a brigăzii era următoarea:
- Brigada 36 Infanterie

- Regimentul 51 Infanterie
- Regimentul 52 Infanterie

## Comandanți
- Colonel Cristodulo Georgescu